# Stillwater (Minnesota)
Stillwater és una població dels Estats Units a l'estat de Minnesota. Segons el cens del 2000 tenia 15.143 habitants.
Era una de les tres úniques ciutats que hi havia al Territori de Minnesota en el moment de la seva creació, l'any 1849.
Stillwater figura a la llista de viles del llibre des de l'any 1994, essent “The First Book Town in North America” (La primera vila del llibre de Nord-amèrica).

## Demografia
Segons el cens del 2000, Stillwater tenia 15.143 habitants, 5.797 habitatges, i 4.115 famílies. La densitat de població era de 903,7 habitants per km².
Dels 5.797 habitatges en un 36,8% hi vivien nens de menys de 18 anys, en un 57,2% hi vivien parelles casades, en un 10,8% dones solteres, i en un 29% no eren unitats familiars. En el 24,3% dels habitatges hi vivien persones soles el 9% de les quals corresponia a persones de 65 anys o més que vivien soles. El nombre mitjà de persones vivint en cada habitatge era de 2,55 i el nombre mitjà de persones que vivien en cada família era de 3,07.
Per edats la població es repartia de la següent manera: un 27,7% tenia menys de 18 anys, un 6,3% entre 18 i 24, un 28,8% entre 25 i 44, un 25,4% de 45 a 60 i un 11,8% 65 anys o més.
L'edat mediana era de 38 anys. Per cada 100 dones de 18 o més anys hi havia 86,7 homes.
La renda mediana per habitatge era de 57.154$ i la renda mediana per família de 72.188$. Els homes tenien una renda mediana de 49.158$ mentre que les dones 33.680$. La renda per capita de la població era de 27.163$. Entorn del 3% de les famílies i el 4,3% de la població estaven per davall del llindar de pobresa.

## Poblacions més properes
El següent diagrama mostra les poblacions més properes.